# Zespół Szkół Elektronicznych im. Bohaterów Westerplatte w Radomiu
Zespół Szkół Elektronicznych im. Bohaterów Westerplatte w Radomiu – zespół szkół powstały w 1967 roku jako Technikum oraz Zasadnicza Szkoła Telekomunikacyjna. Znajduje się na radomskim osiedlu Nad Potokiem. Dyrektorem szkoły jest mgr Konrad Witkowski.

## Historia
Szkoła założona została 1 września 1967 roku funkcjonując jako Technikum oraz Zasadnicza Szkoła Telekomunikacyjna. Pierwszym dyrektorem został mgr inż. Tadeusz Ornatowski.
W dniu 1 września 1976 technikum rozpoczęło rok szkolny pod nową nazwą Zespół Szkół Elektronicznych, a miesiąc później, 10 października otrzymało imię Bohaterów Westerplatte. W 1984 roku dyrektorem szkoły został dr inż. Józef Nogaj, który zmarł 31 grudnia 1993, a jego funkcję przejęła jego zastępczyni – mgr inż Janina Woźniak.
W 1999 roku Zespół Szkół Elektronicznych otrzymał nowy budynek, gdzie umieszczono warsztaty i laboratoria, a trzy lata później przeniesiono tam bibliotekę i czytelnię.
Pod koniec 2022 roku zakończyła się termomodernizacja „Elektronika” i oddano do użytku wielofunkcyjne boisko.

## Rankingi
W corocznych rankingach szkół średnich i wyższych czasopisma „Perspektywy” Zespół Szkół Elektronicznych zajmuje wysokie miejsca w Polsce oraz konsekwentnie najwyższe spośród radomskich techników.
| Rok  | Miejsce w Polsce | Miejsce w województwie |
| ---- | ---------------- | ---------------------- |
| 2013 | 6                | 1                      |
| 2014 | 7                | 2                      |
| 2015 | 6                | 1                      |
| 2016 | 8                | 2                      |
| 2017 | 41               | 3                      |
| 2018 | 57               | 2                      |
| 2019 | 22               | 3                      |
| 2020 | 38               | 5                      |
| 2021 | 27               | 4                      |
| 2022 | 39               | 9                      |
| 2023 | 52               | 7                      |

## Kierunki kształcenia
W ramach technikum Zespół Szkół Elektronicznych w Radomiu kształci w sześciu zawodach:
- technik automatyk
- technik elektronik
- technik informatyk
- technik mechatronik
- technik programista
- technik robotyk